# Hilt Cirque
Der Hilt Cirque ist ein Bergkessel im ostantarktischen Viktorialand. Er ist der westlichste Bergkessel auf dem Plateau The Fortress in der Cruzen Range und liegt mit einem Durchmesser von 800 m östlich des Salyer Ledge.
Das Advisory Committee on Antarctic Names benannte den Bergkessel 2005 nach Leutnant John Wesley Hilt von der United States Navy. Hilt war Pilot einer de Havilland Canada DHC-3 Otter der Flugstaffel VX-6, die am 20. November 1959 Luftaufnahmen der Saint Johns Range, der Willett Range und der Cruzen Range erstellte.